# Hubertus Schumacher
Hubertus Schumacher (* 1952 in Innsbruck) ist ein österreichischer Jurist.

## Leben
Nach rechtswissenschaftlichem Studium (1972–1976) an der Universität Innsbruck war er ab 1975 Studienassistent, ab 1976 Universitätsassistent am Institut für Zivilgerichtliches Verfahren. Seit 1982 ist er selbständiger Rechtsanwalt in Innsbruck. Nach der Habilitation 1995 für Zivilgerichtliches Verfahrensrecht war er von 2008 bis 2020 Universitätsprofessor am Institut für Zivilgerichtliches Verfahren. Seit 2006 war er Richter, seit 2015 ist er Präsident des Fürstlichen Obersten Gerichtshofs von Liechtenstein.

## Schriften (Auswahl)
- Zwangsvollstreckung auf Wertpapiere. 1995.
- Richterliche Anleitungspflichten. 2000.
- Beweiserhebung im Schiedsverfahren. 2011.
- Die Prozessvollmacht. 2014.